# Miguel Palanca
Miguel Palanca Fernández, född 18 december 1987 i Tarragona, Katalonien, är en spansk fotbollsspelare som spelar för Adelaide United FC. Han har tidigare spelat i Real Madrid.
Palanca gjorde sin debut i El Clásico för Real Madrid mot FC Barcelona den 13 december 2008. Han blev inbytt i den först halvleken efter att Wesley Sneijder skadat sig. Efter den matchen spelade han också mot Valencia. Palanca spelar numera i Real Madrids b-lag, Castilla, men är utlånad till CD Castellón i Segunda División.